# Gem, Kansas
Gem är en ort i Thomas County i Kansas. Vid 2020 års folkräkning hade Gem 98 invånare.